# McLaren MP4/5
El McLaren MP4/5 y su modelo derivado, el McLaren MP4/5B es un monoplaza de Fórmula 1 diseñado por Neil Oatley. El MP4/5 fue en términos generales basado en su predecesor, el McLaren MP4/4. McLaren usó el nuevo monoplaza para la temporada 1989 y el MP4/5B para la temporada de 1990, con el cual obtuvo tanto el campeonato de constructores como el de pilotos.
En el transcurso de las dos temporadas, el MP4/5 (Y el MP4/5B) consiguió 16 victorias, 27 pole positions y 263 puntos antes del modelo predecesor, el McLaren MP4/6 que compitió en la temporada 1991.

## 1989
En 1989 fue el primer año en el cual el motor aspirado fue totalmente adaptado por todos los equipos tras la prohibición de los motores de turbocompresión al final de la anterior temporada. Esto hizo que Honda construyera un motor de 3,5 litros  V10, el cual era desarrollado a partir de la segunda mitad de 1988. el MP4/5 fue desvelado en los test de pretemporada en los cuales obtenía un buen ritmo de competición a la vez que una buena fiabilidad. Desarrollado por Alain Prost el MP4/5 parecía el coche a batir durante la temporada. Mientras Ferrari esa temporada que tenía un coche tremendamente rápido en manos de Nigel Mansell, que fue toda la temporada poco fiable debido a su nueva caja de cambios semielectronica, que le daba de lejos una gran ventaja a McLaren
McLaren consiguió 10 victorias durante la temporada, 6 de ellas para Ayrton Senna y 4 para Prost. Esto ocurría en el tiempo en que las relaciones entre los dos pilotos estaban al punto de romperse, (y se rompieron totalmente en Japón '89) por tanto la rivalidad empujaba al desarrollo del coche más allá que los otros equipos que trataban de copiar a los demás. Aunque Senna consiguiera más victorias, tuvo una serie de abandonos, bastantes más que Alain Prost, en su mayoría bajo fallos de motor mientras iba líder, lo que le costó puntos vitales. Sin embargo Senna y Prost consiguieron tal cantidad de puntos que McLaren fácilmente ganó su segundo título consecutivo de constructores. 

## 1990
Prost se fue a Ferrari para la Temporada 1990 de Fórmula 1, como se anunció durante la mitad de la temporada del año anterior. El francés no estaba contento porque creía que McLaren favorecía a Senna.
McLaren respondió al año siguiente con la modificada versión del MP4/5. Las alas eran rediseñadas y la parte trasera de la carrocería rediseñada alrededor de sus grandes radiadores. El motor mejoró ligeramente y Senna hizo mucho trabajo de desarrollo para asegurarse que iba a tener mejor fiabilidad en la nueva temporada. El y Gerhard Berger lucharon contra Prost y Ferrari en 1990, ganando otras 6 carreras y arrebatándoles el mundial de constructores. Fue una temporada de dura lucha, ya que el Ferrari 641 fue un duro rival para McLaren.
Fue en ese año en el Gran Premio de Japón de 1990 cuando Senna tomo revancha de la temporada anterior, cuando chocó con Prost por detrás a 250 km/h en la primera curva de la primera vuelta, obteniendo el mundial de pilotos

## Resultados

### Fórmula 1
(Clave) (negrita indica pole position) (cursiva indica vuelta rápida)

| Año     | Chasis | Motor             | Neu. | N.º | Pilotos        | 1   | 2   | 3   | 4   | 5   | 6   | 7   | 8   | 9   | 10  | 11  | 12  | 13  | 14  | 15  | 16  | Puntos | Pos. |
| ------- | ------ | ----------------- | ---- | --- | -------------- | --- | --- | --- | --- | --- | --- | --- | --- | --- | --- | --- | --- | --- | --- | --- | --- | ------ | ---- |
| 1989    | MP4/5  | Honda RA109-E V10 | G    |     |                | BRA | SMR | MON | MEX | USA | CAN | FRA | GBR | GER | HUN | BEL | ITA | POR | ESP | JPN | AUS | 141    | 1.º  |
| 1989    | MP4/5  | Honda RA109-E V10 | G    | 1   | Ayrton Senna   | 11  | 1   | 1   | 1   | Ret | 7   | Ret | Ret | 1   | 2   | 1   | Ret | Ret | 1   | DSQ | Ret | 141    | 1.º  |
| 1989    | MP4/5  | Honda RA109-E V10 | G    | 2   | Alain Prost    | 2   | 2   | 2   | 5   | 1   | Ret | 1   | 1   | 2   | 4   | 2   | 1   | 2   | 3   | Ret | Ret | 141    | 1.º  |
| 1990    | MP4/5B | Honda RA100-E V10 | G    |     |                | USA | BRA | SMR | MON | CAN | MEX | FRA | GBR | GER | HUN | BEL | ITA | POR | ESP | JPN | AUS | 121    | 1.º  |
| 1990    | MP4/5B | Honda RA100-E V10 | G    | 27  | Ayrton Senna   | 1   | 3   | Ret | 1   | 1   | 20  | 3   | 3   | 1   | 2   | 1   | 1   | 2   | Ret | Ret | Ret | 121    | 1.º  |
| 1990    | MP4/5B | Honda RA100-E V10 | G    | 28  | Gerhard Berger | Ret | 2   | 2   | 3   | 4   | 3   | 5   | 14  | 3   | 16  | 3   | 3   | 4   | Ret | Ret | 4   | 121    | 1.º  |
| Fuente: |        |                   |      |     |                |     |     |     |     |     |     |     |     |     |     |     |     |     |     |     |     |        |      |